# Pogoniopsis
Pogoniopsis é um género botânico pertencente à família das orquídeas (Orchidaceae). Foi proposto por Reichenbach filius, publicado em Otia Botanica Hamburgensia, 82, em 1881, tipificado pela Pogoniopsis nidus-avis Rchb.f..  O nome é uma indicação da similitude de suas flores às do gênero Pogonia.
São apenas duas espécies terrestres, brasileiras, que habitam sobre matéria orgânica nas matas sombrias dos estados do sudeste chegando até Santa Catarina.
As espécies deste gênero distinguem-se facilmente pois não possuem clorofila, são saprófitas, de raízes curtas e fasciculadas, sem folhas, as quais apresentam-se modificadas em brácteas fibrosas que recobrem totalmente o caule carnoso e quebradiço.
As plantas são de coloração amarelo pálido e suas poucas flores, que medem entre dois e três centímetros, com grandes brácteas amareladas, podem ser de amarelo-pálido, alaranjadas ou pardacentas, com labelo de base mais ou menos bociforme-protusa, laciniado na extremidade, trilobado, com estrias alaranjadas e lobos laterais pilosos e eretos; coluna curta com asas dentadas de ambos os lados da antera que é amarela.

## Espécies
1. Pogoniopsis nidus-avis Rchb.f., Otia Bot. Hamburg.: 82 (1881).
2. Pogoniopsis schenkii Cogn., Fl. Bras. 3(4): 136 (1893).